# ポメラニア

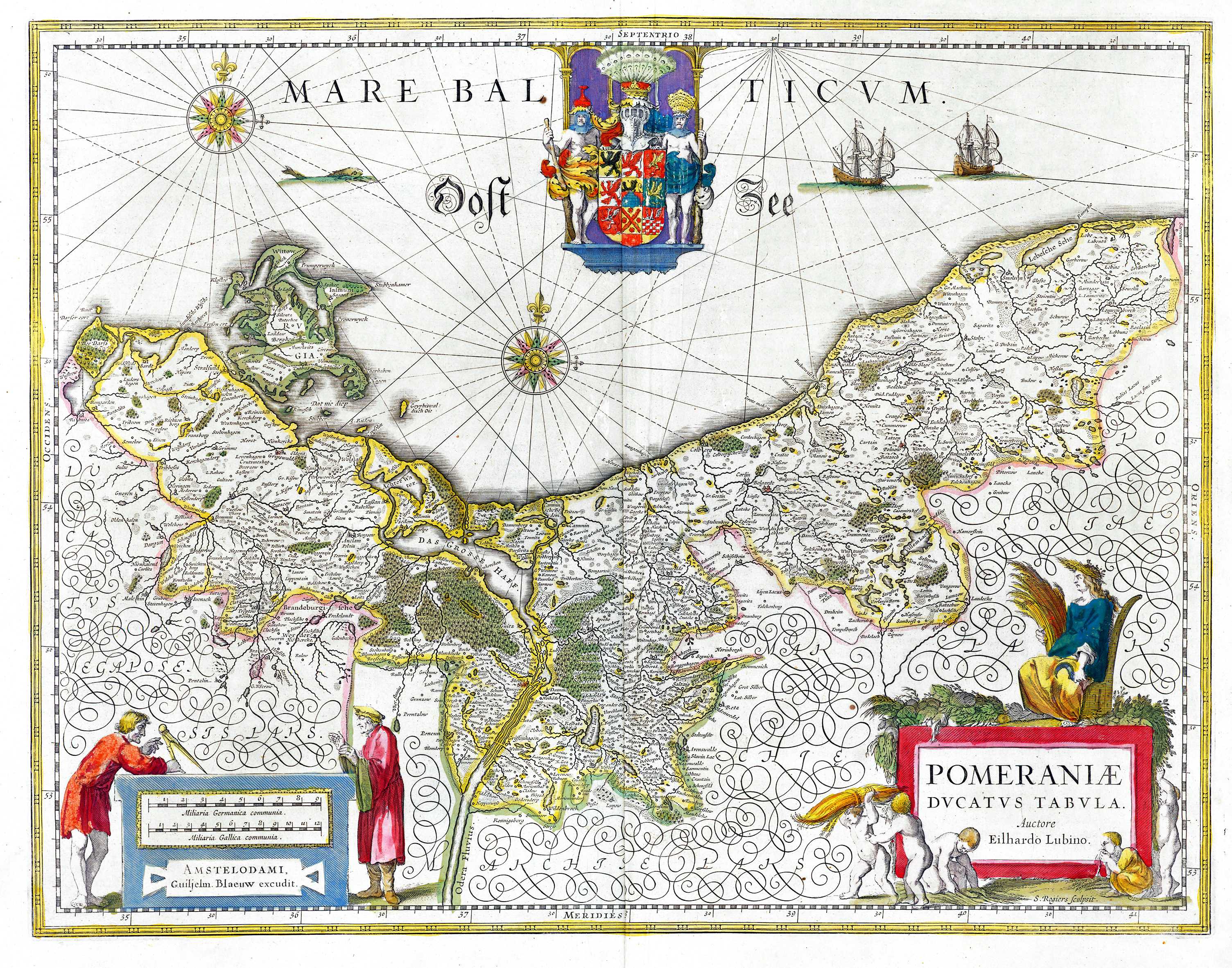
歴史的なポンメルンの地図（17世紀）。 北のバルト海に面する。中央部を南から北へ流れるオーデル川は1945年以降ドイツとポーランドの国境線となっている。

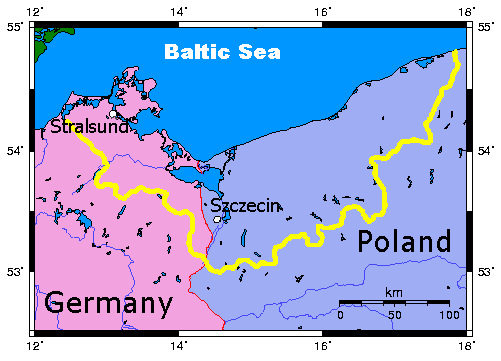
現在のポメラニア。黄色い線の中が歴史的なポンメルンの範囲。主要都市としてシュチェチン（Szczecin）とシュトラールズント（Stralsund）がある。

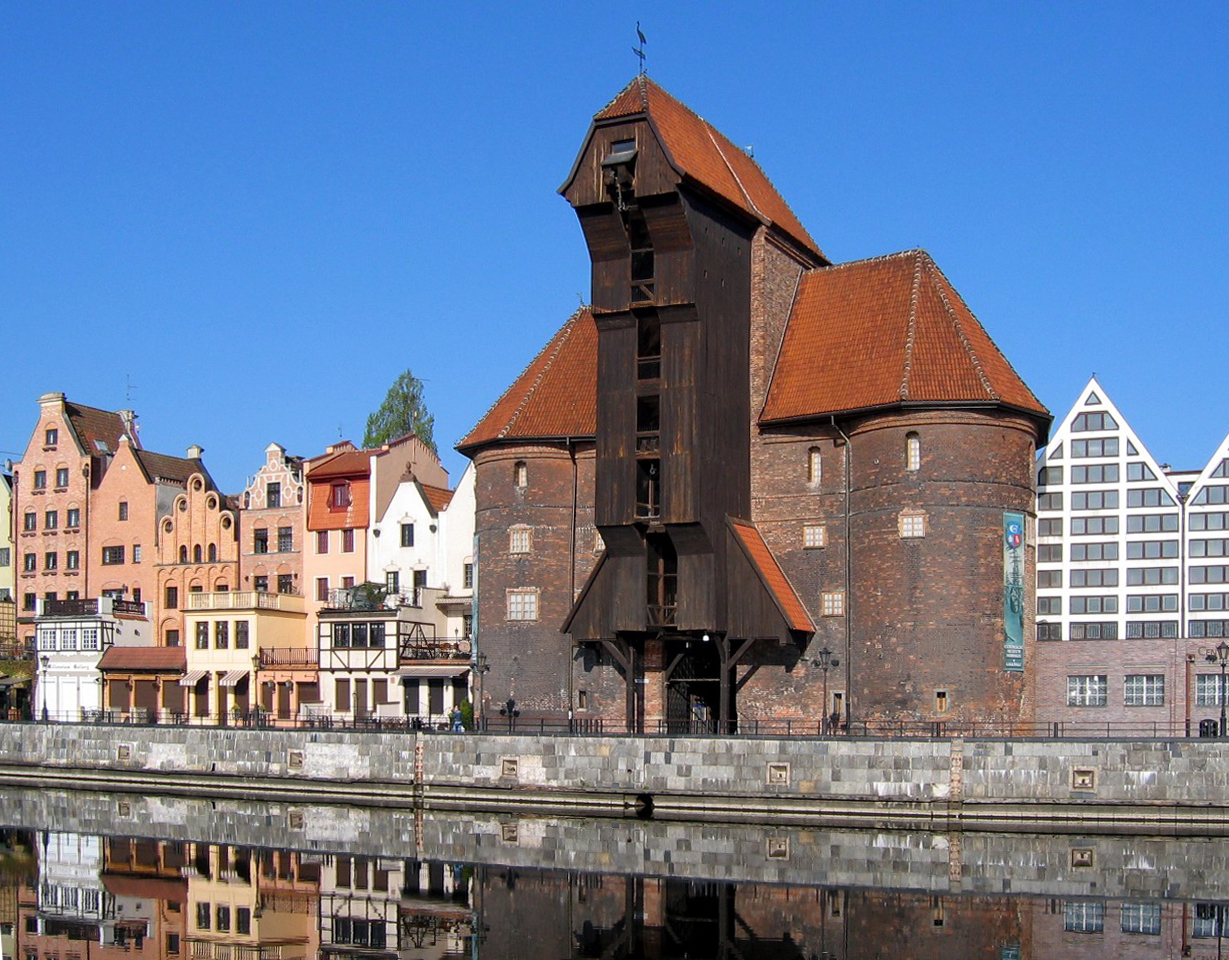
ヴィスワ川岸のグダニスク

ポメラニア（Pomerania (ポーランド語: Pomorze [pɔˈmɔʐɛ] ( 音声ファイル); ドイツ語: Pommern [ˈpɔmɐn] ( 音声ファイル); カシューブ語: Pòmòrskô; スウェーデン語: Pommern)）は、ドイツ北東部からポーランド北西部にかけて広がる地域。伝統的、あるいは地勢的には北にバルト海、東西をオーデル川とヴィスワ川にはさまれた地域である。ポメラニアの東端部の、ヴィスワ川を挟んでプロシアに接する地方はポメレリア（Pomerelia, ドイツ語: Pommerellen）と呼ばれる（中心都市はグダニスク）。
イヌの品種ポメラニアンは、ポメラニア地方が原産地である。また、世界の琥珀の90パーセントが同地方の海岸で産出されている。
この地域は特に第一次世界大戦と第二次世界大戦に影響され、国境と人口は激しく変動し、1945年以降のドイツ人追放によって戦前のほとんどの住民は去ったか退去させられた。

## 地理
現ポーランド側は、南はノテチ川（ネッツェ川）、西はオドラ川（オーデル川）までがポーランド領ポモージェ地方で、東西240km、南北140km、面積はおよそ33,600平方kmにおよぶ。西ポモージェ県、クヤヴィ・ポモージェ県、ポモージェ県の3つの県に分けられている。
現ドイツ側はメクレンブルク＝フォアポンメルン州の東部にあたる。

## 歴史
土地が痩せていて農業に適さず、古くから海岸より奥は人がほとんど住んでいなかった。
紀元前500年ころから民族移動時代までゲルマン系の部族（ゴート族、ルギ族など）が海岸地方一帯に住んでいた。
鉄器時代、ゲルマン民族、バルト人とバルトVeneti民族が定住し、中世にはスラブ民族（西スラヴ人）とヴァイキングが居住していた。
中世以降、いわゆる東方植民により低地ドイツ系の住民が増えていった。

### 中世～近代
10世紀には、神聖ローマ帝国、デンマークが北西部に領地拡大し、ポーランドのピャスト朝は南東部を征服した。

紋章

古くからザクセン公国、神聖ローマ帝国、デンマーク、ドイツ騎士団、ポーランド王国、スウェーデンなど周辺諸国との間で争奪されてきた。ポモージェのほとんどは低地で、海岸の砂地の他はマツ、ブナ、ナラ、カバなどの原生林や沼沢地が多くを占めている。農業に適さない土地であり、東方のプロイセンのほうが豊かだったため、中世の植民者たちも海岸地帯以外にはほとんど足を踏み入れることはなかった。
12世紀、ポメラニアはドイツ人司教バンベルクのオットーによりカトリックに改宗した。ポメラニア公国は神聖ローマ帝国に、リューゲン公国はデンマークに帰従した。
14世紀初頭、ドイツ騎士団がポメラニアの征服に成功しドイツ騎士団国となり、スラブ人地域もドイツ人の定住が進んだ。
1466年、騎士団との対戦後、ポーランドの王領プロシアとなった。
1534年、ポメラニア公国のドイツ人は、プロテスタントの宗教改革を受け改宗した。
17世紀以降、都市化の進んだフォアポンメルン地区は、スウェーデンによって支配された。（1653年のシュテッティン条約でブランデンブルク＝プロイセンと分割）
1679年及び1720年、プロイセンに南部を奪われ、北部はスウェーデンのヨーロッパ大陸における拠点となった。
17世紀、ヒンターポンメルン地区がプロイセン領になり、19世紀に全土がプロイセン王国領に編入された。1871年のドイツ統一により、ドイツ帝国の建国以来ポメラニアはドイツ領となる。
19世紀初頭のキール条約とウィーン会議によってプロイセン王国に譲渡され、1945年、ドイツ側のメクレンブルク＝フォアポンメルン州と合併した。

### 現代
この地域は特に第1次大戦と第2次大戦に影響され、国境と人口は強く変動し、1945年後のドイツ人追放により戦前の殆どの住民は去ったか退去させられた。
1939年に第二次世界大戦が始まるとドイツ人住民とポーランド系住民はナチス・ドイツによってポメラニアから強制追放された。最初に約500,000人が追放され、ドイツ領土や諸外国へ移住した。
1945年2月から4月にかけてほぼ全域がソ連軍の占領下となった。8月のポツダム協定の結果、ポメラニアはオーデル・ナイセ線によって分割され、オーデル川以東の地域はポーランド領に併合された。またソ連軍はドイツに残留した地域をメクレンブルク州と合併させ、メクレンブルク＝フォアポンメルン州にし、さらにポーランド領を西ポモージェ県とポモージェ県に分割した。
ポーランド領では、ドイツ系住民はオーデル・ナイセ線以西に強制追放され、ソ連領に併合された旧ポーランド領に住んでいたポーランド人が主に移住させられた。シュチェチン、コウォブジェク、グダニスクなどといった主要都市の市街地は戦争でほとんど破壊され人が住めない状態であったが、残された史料をもとにポーランド市民が数十年をかけて中世の姿に再建した。冷戦時代は大規模なソ連軍が駐屯していたが、1990年代に入り、駐留していたソ連軍はこの地から引き上げた。

## 代表都市
- グライフスヴァルト
- シュトラールズント
- ペーネミュンデ
- ザスニッツ
- シフィノウイシチェ（ドイツ名：スヴィーネミュンデ）
- シュチェチン（ドイツ名：シュテティーン） - スウェーデン王国、プロイセン王国、ドイツ帝国時代のポンメルン州の州都で、現在はポーランド共和国西ポモージェ県の県都。
- コウォブジェク（ドイツ名：コルベルク）
- グダニスク（ドイツ名：ダンツィヒ） - プロイセン王国、ドイツ帝国時代には西プロイセンに属しており、現在はポーランド共和国ポモージェ県の県都。
- グディニャ（ドイツ名:グディンゲン） - 1920年代にポーランドによって建設された港湾都市。グダニスク、ソポトと共に「三連都市」を形成する。
- ソポト（ドイツ名:ツォポト）

## ギャラリー

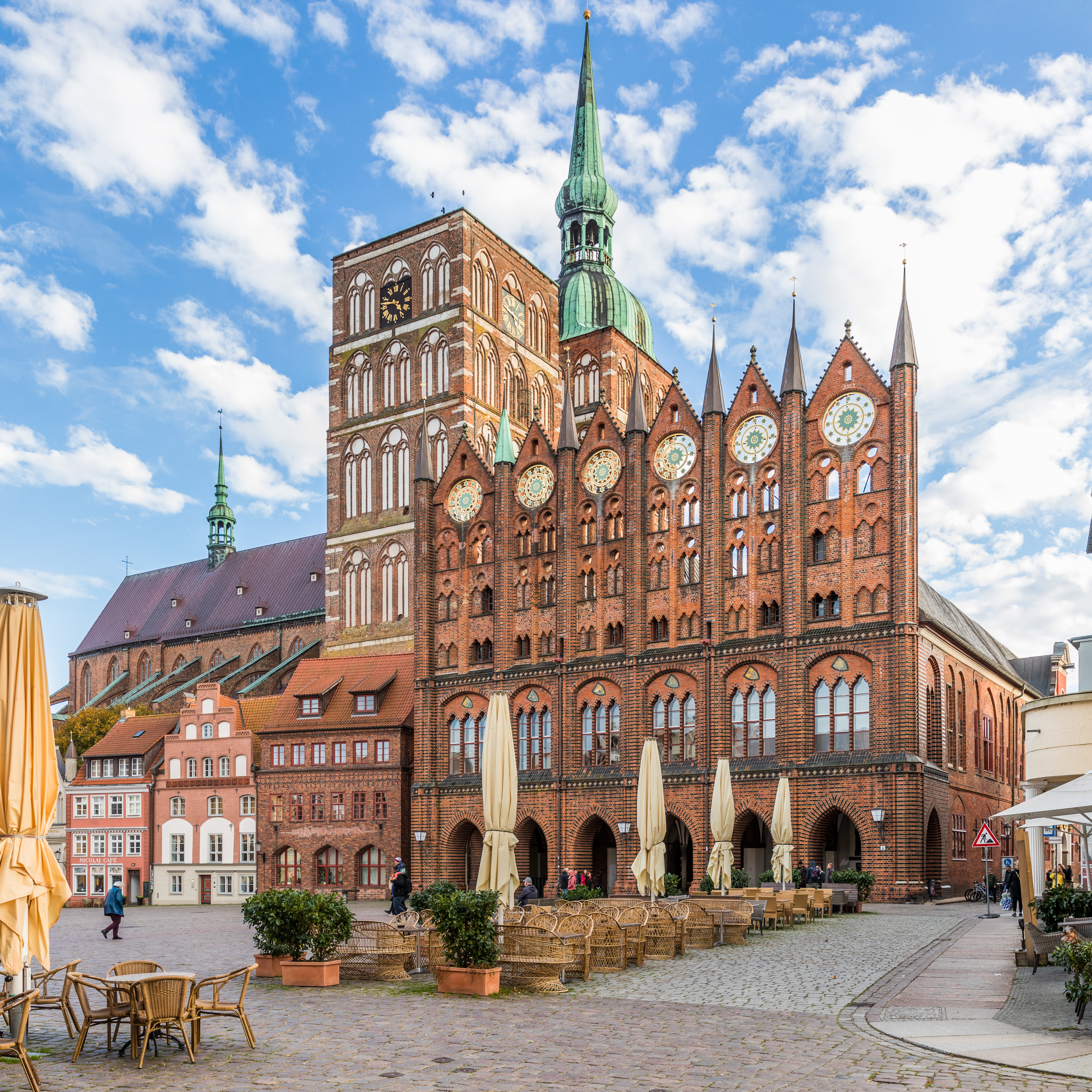
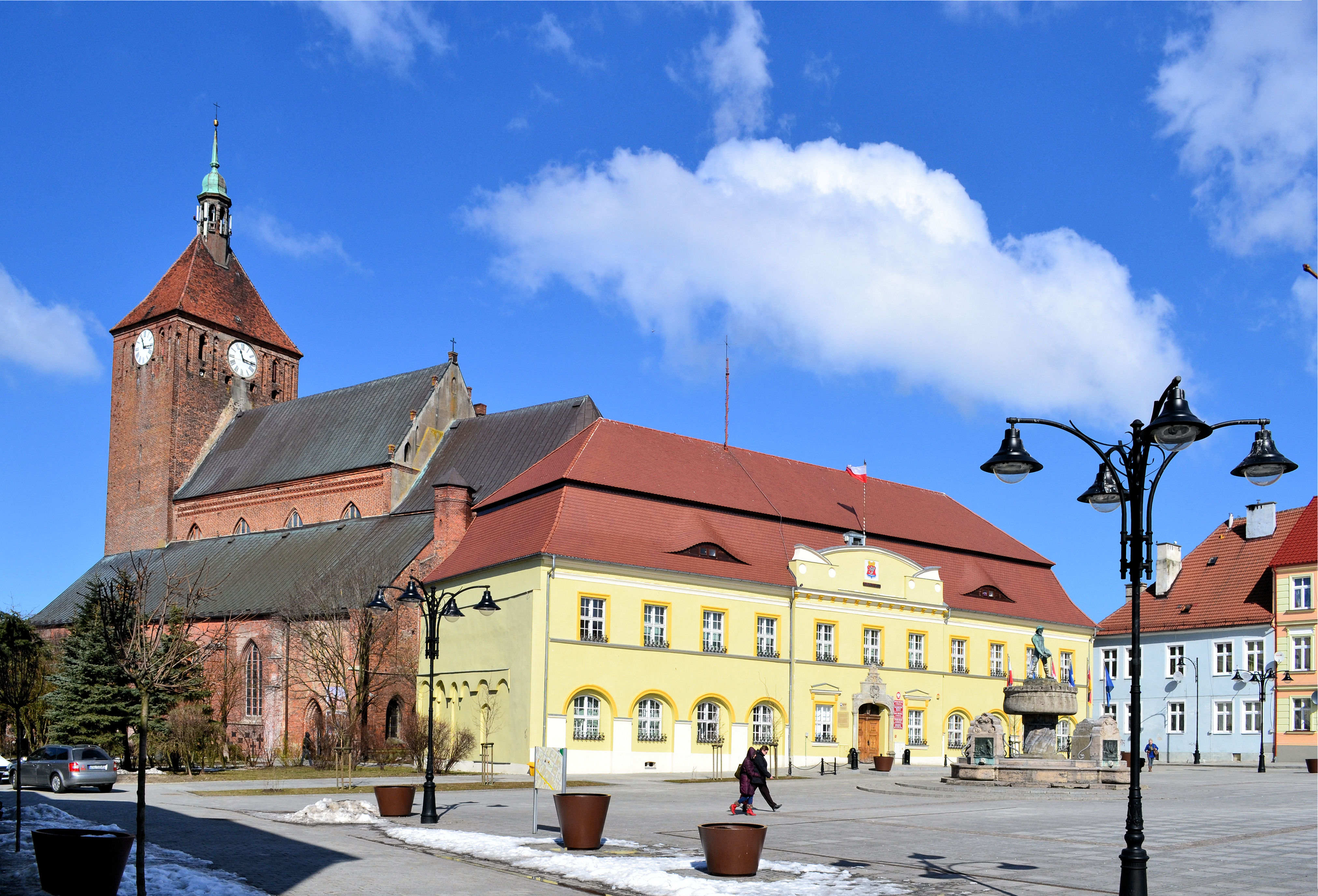
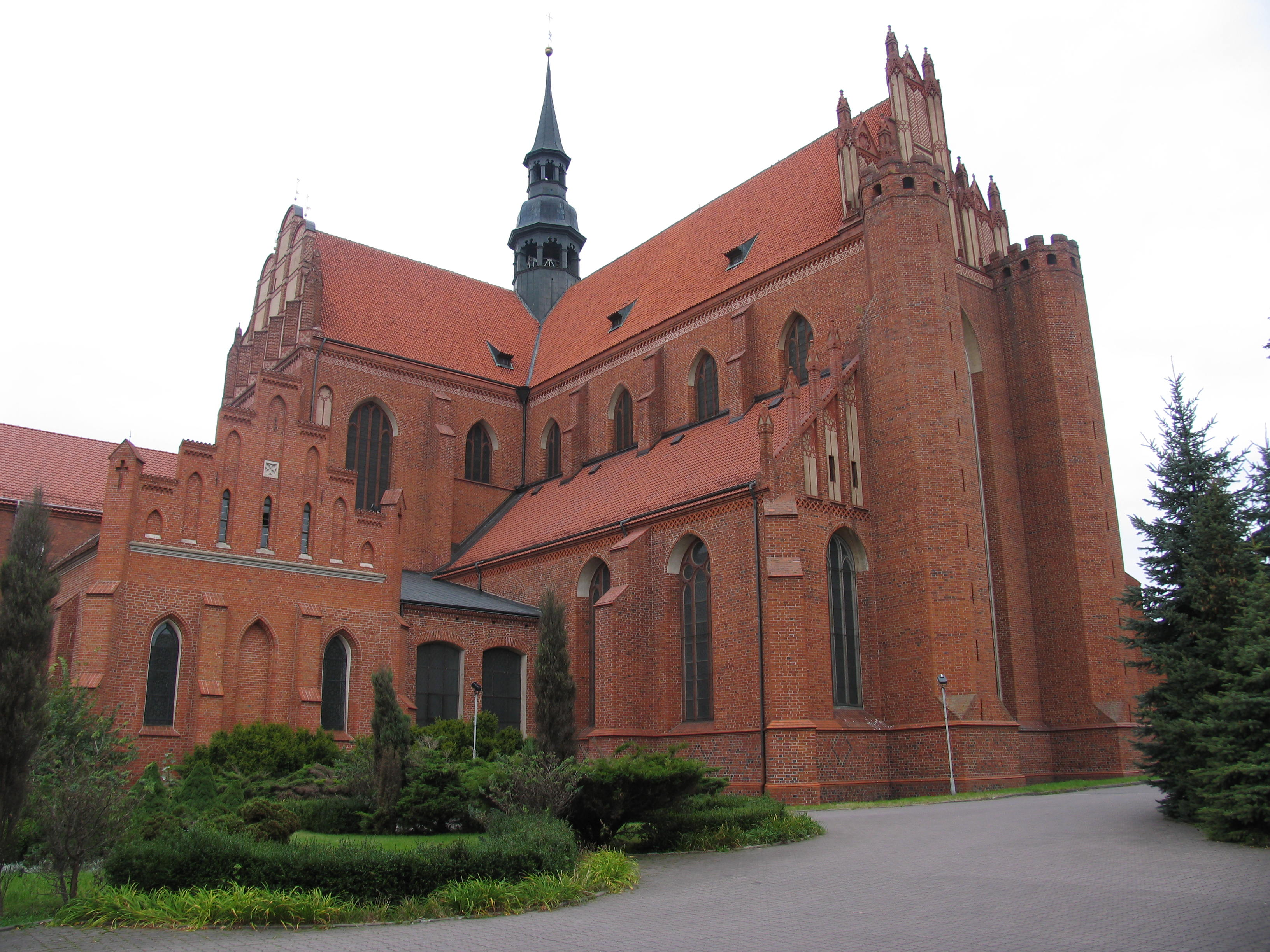
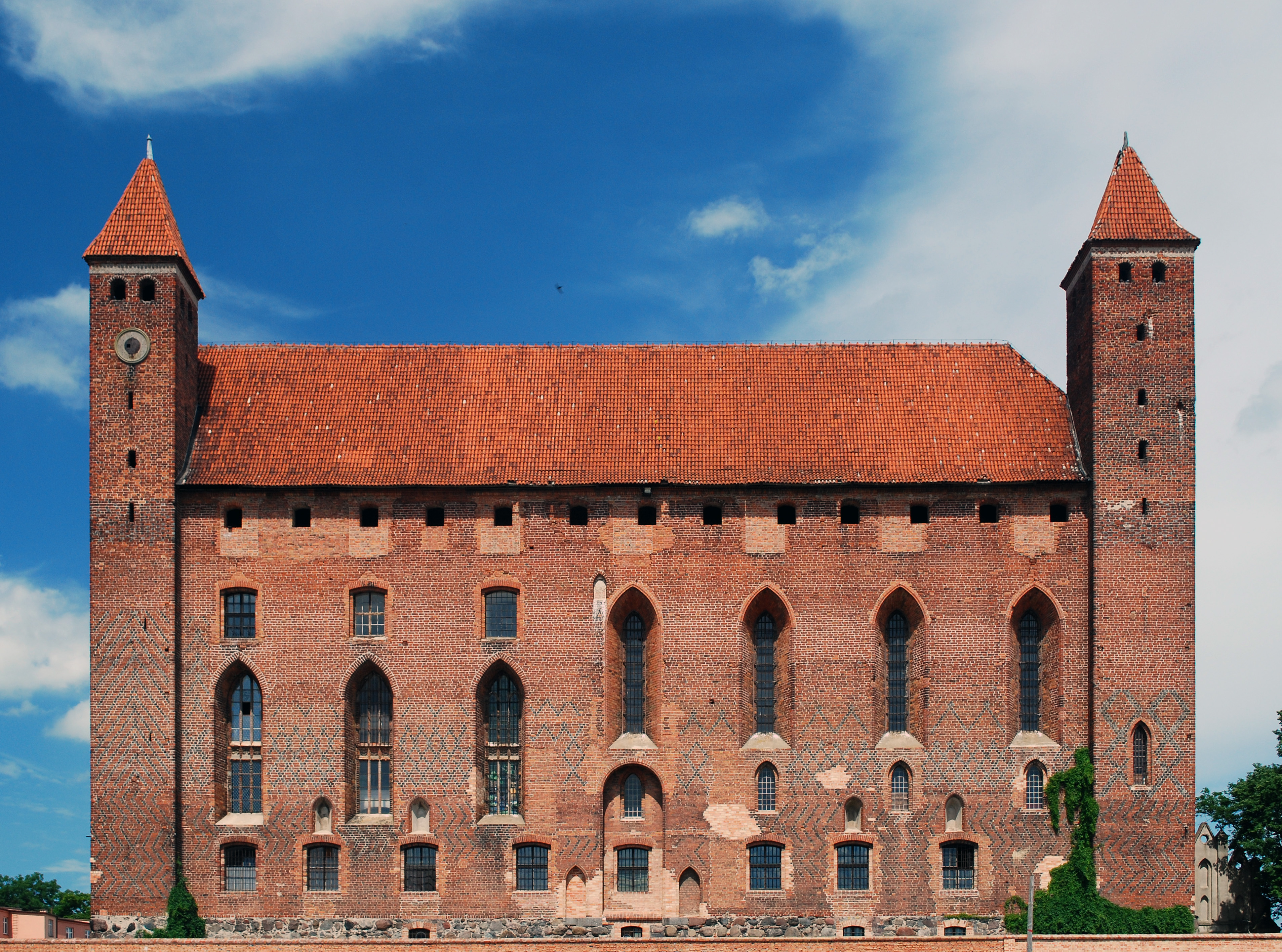